# 윤정민 (모델)
윤정민(1987년 11월 20일 ~)은 대한민국의 모델 출신의 GS Shop 쇼핑 호스트이자 방송인이다. 신장은 168cm이고, 체중은 49kg다.

## 주요 경력

### 이력
- 부산에서 출생한 그녀는 대전MBC 아나운서 출신의 GS홈쇼핑 쇼핑호스트이자 방송인이다.
- 2011년 월드미스유니버시티 대회에서 3위 '체' 상에 입상하였으며 신장은 168cm이고 체중은 49kg인 그녀는 등산과 요가에 취미가 있고 바이올린 연주와 수영에 특기가 있다.

### 학력
- 2014년 성신여자대학교 정치외교학과 학사(06학번 - 영어영문학 복수전공 출신, 4년간 휴학, 2014년 2월 학사 학위 취득.)

### 경력
- 2011년 미스 월드 유니버시티 입상(제26회 월드미스유니버시티 한국대회 3위 체).
- 2012년 대전MBC 프리랜서 아나운서 겸 뉴스 캐스터(2012년 6월~2013년 6월).
- 2016년 5월 GS Shop 쇼호스트.

## 출연작

### TV 프로그램
- 2012년 대전문화방송 《생방송 아침이 좋다》